# Selectividad

L'examen de la selectividad est une épreuve écrite réalisée par les lycéens qui souhaitent accéder aux études universitaires au sein des universités publiques ou privées d'Espagne. Cet examen fait partie des pruebas de acceso a estudios universitarios (PAEU) (épreuves d'accès aux études universitaires) ou pruebas de acceso a la universidad (PAU) (épreuves d'accès à l'université). Il s'agit de l'équivalent du baccalauréat existant dans de nombreux pays francophones.

## Avant la réforme de 2010
L'examen consiste, jusqu'à sa reforme en 2010, en six épreuves écrites au minimum.
Trois sont communes à tous les lycéens d'Espagne (asignaturas comunes) :
- Langue castillane et littérature (Lengua castellana y literatura) ;
- Langue étrangère (Lengua extranjera) ;
- Au choix, histoire de la philosophie ou histoire de l'Espagne (en Navarre, au Pays basque et en Catalogne, l'histoire de la communauté autonome est proposée comme 3e choix).

Une 4e matière est ajoutée en Galice, en Catalogne, dans les îles Baléares, dans la Communauté valencienne, au Pays basque et en Navarre : il s'agit de la langue coofficielle de ces territoires :
- Galicien, catalan (aussi dénominé baléare ou valencien dans les Îles Baléares et dans la Communauté valencienne) et basque.

Les trois autres épreuves  (asignaturas específicas) sont relatives à la spécialité de baccalauréat suivi :
- Arts : dessin artistique, histoire de l'art et choix entre techniques d'expression graphico-plastiques, image, fondamentaux du dessin ou dessin technique II ;
- Lettres : latin II, histoire de l'art et choix entre géographie, grec II, littérature universelle ou histoire de la musique ;
- Sciences sociales : mathématiques appliquées aux sciences sociales II, géographie et choix entre économie et organisation des entreprises II ou histoire de l'art ;
- Sciences techniques : mathématiques II, physique et choix entre chimie, dessin technique II, technologie industrielle, électrotechnique, sciences de la terre et de l'environnement ou mécanique II ;
- Sciences médicales : chimie, biologie et choix entre mathématiques II, physique, dessin technique II ou sciences de la terre et de l'environnement ;
- Double voie sciences techniques et médicales : mathématiques II, physique, chimie, biologie.

L'examen se fait au sein de l'université la plus proche du domicile de l'élève, et dure 3 jours à la mi-juin pour la session dite "ordinaire" (ordinaria), et en septembre pour la session dite "extraordinaire" (extraordinaria) pour les recalés. 
La note finale dépend pour 40 % de la note moyenne obtenu dans les PAU, et pour 60 % de la note moyenne obtenu dans les classes 1º y 2º de Bachillerato, équivalentes en Espagne des première et terminale en France.
L'élève peut alors choisir une filière universitaire dont l'intégration dépend du nombre de places offertes par les universités et de la note minimale fixée, qui varie chaque année d'une université à une autre.

## Après la réforme de 2010

### Description
Depuis l'année scolaire 2009/2010, un nouveau modèle d'épreuve est en place pour accéder à l'université. Il se déroule en deux parties : 
- Phase commune (Fase General) :
  - Langue espagnole et littérature ;
  - Langue étrangère (anglais, français, allemand, italien ou portugais) ;
  - Au choix, histoire de l'Espagne ou histoire de la philosophie ;
  - Épreuve de spécialité (materia de modalidad de segundo de bachillerato) choisi par l'élève ;
  - Langue co-officielle, dans le cas du basque, catalan, valencien, galicien.
- Phase spécifique (Fase Específica) volontaire :  
  - Les épreuves portent sur des spécialités et il est possible de choisir autant d'épreuves avec un maximum de 4 épreuves. Seules sont prises en compte les deux meilleures notes. Dans cette phase, on peut obtenir jusqu'à 4 points. Les matières à choisir dépendent de la filière choisie au bachillerato et sont en relation avec la licence et l'université visées. Chaque matière peut faire l'objet d'une pondération avec un maximum de 0,2.

### Calcul de la note d'admission

#### Bachillerato
Dans le cas du bachillerato :
Avec :
- NMB : Note moyenne du bachillerato (Nota media del Bachillerato). On a : {\displaystyle \scriptstyle NMB\geqslant 5}
- CFG : Notation lors de la phase générale (Calificación de la fase general). On a : {\displaystyle \scriptstyle CFG\geqslant 4}
- On a par ailleurs : {\displaystyle \scriptstyle ({0,6}\times {NMB})+({0,4}\times {CFG})\geqslant 5}
- M1 et M2 = Notations de 2 matières lors de la phase spécifique.
- a et b = Coefficients de pondération.

#### Cycles de formation de niveau supérieur
Dans le cas des ciclos formativos de grado superior :
Avec :
- NMC : Note moyenne du cycle de formation (Nota media del ciclo formativo).

#### Étudiants de pays de l'Union européenne
Dans le cas des étudiants de pays de l'Union européenne ou de pays ayant passé un accord avec l'Espagne :